# 文川港線
文川港線（ムンチョンハンせん）は、朝鮮民主主義人民共和国江原道文川市にある玉坪駅から畓村駅までを結ぶ鉄道路線である。

## 路線データ
- 路線距離：玉坪～畓村間14.8km
- 駅数：2（両端駅を含む）
- 軌間：1435mm
- 電化区間：なし
- 複線区間：なし

## 歴史
- 1943年12月17日：玉坪 - 元山北港間が開業[1]。
- 時期不明：庫岩 - 元山北港間が廃止。
- 2018年5月30日：庫岩 - 畓村間が開業[2]。

## 駅一覧
- 駅所在地は全線江原道文川市内。

| 駅名            | 駅名            | 駅名                | 駅間キロ (km) | 累計キロ (km) | 接続路線             |
| 日本語          | 朝鮮語          | 英語                | 駅間キロ (km) | 累計キロ (km) | 接続路線             |
| --------------- | --------------- | ------------------- | ------------- | ------------- | -------------------- |
| 玉坪駅 (文川駅) | 옥평역 (문천역) | Okp'yŏng (Munch'ŏn) | 0.0           | 0.0           | 北朝鮮鉄道省：江原線 |
| 庫岩駅          | 고암역          | Koam                | 7.4           | 7.4           |                      |
| 畓村駅          | 답촌역          | T'apchon            | 7.4           | 14.8          |                      |

### 廃駅
- 玉井駅（옥정역）：玉坪駅と庫岩駅との間に存在した。
- 元山北港駅（원산북항역）：庫岩駅と畓村駅との間に存在した。

## 参考資料
- 国分隼人（2007年）. 『将軍様の鉄道 北朝鮮鉄道事情』, 新潮社. ISBN 9784103037316